# Belarima
Belarima is een geslacht van kevers uit de familie bladkevers (Chrysomelidae).
De wetenschappelijke naam van het geslacht werd in 1912 gepubliceerd door Edmund Reitter.

## Soorten
- Belarima violacea (Lucas, 1846)